# Karl Heinrich Hager
Karl Heinrich Hager (* 17. Januar 1868 in Mainz; † 25. Dezember 1946 in Simbach am Inn) war ein deutscher Bauingenieur, Rektor der Technischen Hochschule München und Direktor der Landesgewerbeanstalt Bayern.
Er studierte an den Technischen Hochschulen in Dresden und in München 1889 bis 1893 Bauingenieurwesen und arbeitete nachfolgend als Eisenbetonfachmann und Verkehrswissenschaftler. 1908 berief ihn die Technische Hochschule München zum ordentlichen Professor der Ingenieurwissenschaften. In der Zeit des politischen Umbruchs war er von 1917 bis 1919 Rektor der Hochschule. 1919 wurde Hager zum Direktor der Landesgewerbeanstalt Bayern in Nürnberg berufen. Er blieb dies bis zum Jahr 1930.